# Segundo Congreso Catalanista
El Segundo Congreso Catalanista fue una asamblea convocada por el Centro Catalán y celebrada en Barcelona entre el 20 y el 27 de junio de 1883, con el fin de discutir y votar el Programa del Catalanismo, proclamando la necesidad y conveniencia de que los catalanes debían afiliarse sólo a organizaciones políticas de disciplina exclusivamente catalana. Participaron todos los grupos catalanistas, incluidos los elementos de la revista La Renaixença, fuerza renuentes a la participación en política, los afectos a la política centralista española no acudieron. Presentaron la propuesta de crear partidos políticos de ámbito catalán y rehusar la obediencia a partidos de ámbito estatal, y rechazar cualquier actuación política catalana dependiente de partidos generales españoles. Este acuerdo impulsó a Valentí Almirall a constituir su Centro Catalán en partido político en 1884, pero fracasó al intentar reunir en sus filas a todas las tendencias catalanistas. A pesar de las discrepancias entre los diferentes sectores del catalanismo, llegaron a acuerdos en cuestiones específicas como la defensa del proteccionismo y del derecho catalán.